# 夜鶯

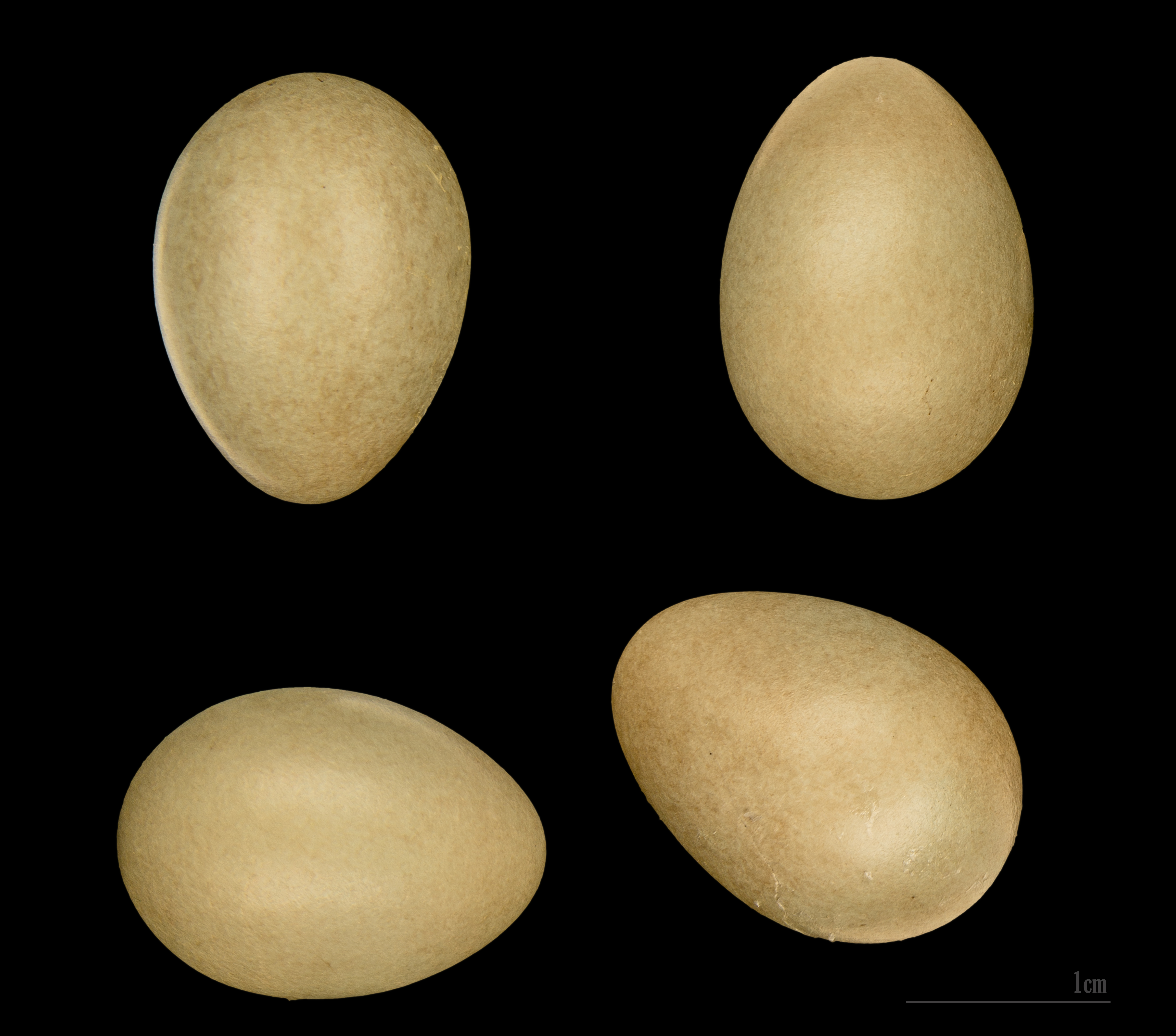
夜鶯的蛋

夜鶯（学名：Luscinia megarhynchos，又名新疆歌鸲，俗名夜歌鸲），為雀形目歌鸲属的一種鸟类。與其他鳥類不同，夜鶯是少有的在夜間鳴叫的鳥類，故得其名。
夜鶯體色灰褐，羽色不絢麗，但叫聲高昂、音域極廣，是玩賞鳥的種類之一。

## 分布
夜鶯分布于遍布欧洲、东抵阿富汗、南至地中海、小亚细亚、非洲西北部、東至非洲热带地区、以及中国新疆等地，多见于河谷、河漫滩稀疏的落叶林和混交林、灌木丛或园圃间以及常隐匿于矮灌丛或树木的低枝间。该物种的模式产地在德国。

## 亚种
- 新疆歌鸲新疆亚种（学名：Luscinia megarhynchos hafizi）。分布于帕米尔、阿富汗等中央亚细亚一带、冬初经伊拉克、阿拉伯而抵非洲东北部以及中国大陆的新疆等地。[3]